# Arapaima (rodzaj)
Arapaima – rodzaj słodkowodnych ryb kostnojęzykokształtnych z rodziny Arapaimidae.

## Klasyfikacja
Gatunki zaliczane do tego rodzaju:
- Arapaima agassizii
- Arapaima gigas – arapaima
- Arapaima leptosoma
- Arapaima mapae

Gatunkiem typowym jest Sudis gigas (A. gigas).